# Banluesak Yodyingyong
Banluesak Yodyingyong (thailändisch บรรลือศักดิ์ ยอดยิ่งยง, * 3. Februar 1984) ist ein ehemaliger thailändischer Fußballspieler.

## Karriere

### Verein
Banluesak Yodyingyong stand von 2002 bis 2009 beim Navy FC unter Vertrag. 2002 spielte der Verein in der ersten Liga, der Thai Premier League. Am Ende der Saison musste er mit der Navy in die zweite Liga absteigen. 2003 wurde er mit der Navy Vizemeister und stieg wieder in die erste Liga auf. Nach der Saison 2005 musste er wieder mit dem Verein in die zweite Liga absteigen. 2006 feierte er mit der Navy die Vizemeisterschaft und den erneuten Aufstieg in die erste Liga. Nach nur einem Jahr musste er 2007 wieder den Weg in die Zweitklassigkeit antreten. Als Tabellendritter der zweiten Liga stieg er ein Jahr später wieder in die Thai Premier League auf. 2010 unterschrieb er einen Vertrag beim Ligakonkurrenten Samut Songkhram FC in Samut Songkhram. Hier stand er ein Jahr unter Vertrag. Wo er 2011 gespielt hat, ist unbekannt. 2013 verpflichtete ihn der Erstligaaufsteiger Ratchaburi Mitr Phol. Für den Verein aus Ratchaburi absolvierte er 21 Erstligaspiele. 2014 wechselte er in die dritte Liga. Hier schloss er sich dem Nongbua Pitchaya FC aus Nong Bua Lamphu an. Der Verein spielte in damaligen Regional League Division 2. Hier trat der Verein in der North/East Region an. 2016 feierte er mit Nongbua die Meisterschaft der Region sowie den Aufstieg in die zweite Liga. Mitte 2017 zog es ihn nach Nakhon Ratchasima. Hier spielte er bis Ende der Saison beim Erstligisten Nakhon Ratchasima FC. Für den Verein stand er zweimal in der ersten Liga auf dem Spielfeld.
Am 1. Januar 2018 beendete er seine Karriere als  Fußballspieler.

### Nationalmannschaft
Banluesak Yodyingyong spielte 2004 zweimal in der thailändischen Nationalmannschaft.

## Erfolge
Nongbua Pitchaya FC
- Regional League Division 2 – North/East: 2016  ▲